# Aeroporto di Moroni-Principe Saïd Ibrahim
L'Aeroporto di Moroni-Principe Saïd Ibrahim (IATA: HAH, ICAO: FMCH), commercialmente noto come Aéroport International Moroni Prince Saïd Ibrahim è un aeroporto comoriano, situato sull'isola della Grande Comore a circa 23 km a Nord-ovest di Moroni, capitale delle Comore. La struttura è intitolata al principe Saïd Ibrahim (1911-1975), figlio del sultano Saïd Ali e Presidente del Consiglio delle Comore dal 1970.
Lo scalo è posto a un'altitudine di 27 m sul livello del mare ed è dotato di una pista di atterraggio con superficie in asfalto bituminoso lunga 2900 m e larga 45 m che corre parallelamente al Canale del Mozambico e ha orientamento 02/20. È dotata di sistema di assistenza all'atterraggio PAPI.

## Statistiche
Questo grafico non è disponibile a causa di un problema tecnico.
Si prega di non rimuoverlo.
Vedi la query Wikidata di origine.